# 前掠翼

Su-47金雕式戰鬥機

与后掠翼相反，前掠翼这种机翼的外形特点是，其前缘和后缘均向前掠，即掠角为钝角。德国容克斯公司即首飞一种名为Ju-287的前掠翼四发喷气轰炸机。这架飞机使用了前掠角为15°的机翼。俄罗斯的苏-47战斗机为前掠翼飞机的典型代表。
前掠翼飞行器相比于传统后掠翼飞机具有结构、机动、以及可控度上几方面的优势，如更高的缠斗操控能力和更高的升阻比，但重大的缺點在於翼尖和翼根在高速高機動下承受的巨大應力，材料強度要求高，且翼尖振颤至今沒有妥善解決法，也導致至今沒有量產型飛機用前掠翼只停留在試驗機。

## 飛機
實際的前掠翼飛機有：
- 中華民國抗戰時期(1944年)“研驅一式”机（XP-1）驗證機
- HFB-320（英语：HFB-320 Hansa Jet）:商業噴射機
- X-29：格鲁曼开发的验证机
- LET L-13 Blaník:由捷克萊特庫諾維采所生產的雙座位滑翔訓練機
- Cessna NGP（英语：Cessna NGP）：賽斯納單引擎原型機
- Su-47金雕式戰鬥機:俄罗斯的五代实验战机
- KB SAT SR-10：俄羅斯新型輕型雙座教練機
- Junkers Ju 287（英语：Junkers Ju 287）:納粹德國製造的多引擎戰術噴射轟炸機
- OKB-1 EF 131（英语：OKB-1 EF 131）:蘇聯佔領容克斯工廠後透過 Junkers Ju 287 的V2、V3的零件組成

## 外部連結
中國飛機外篇（之十六）  曇花一現 中國早期 XP-1 研驅一式機的故事  (XP-1)

## 参看
- 后掠翼